# Landsmannschaft Hercynia Mainz
Die Landsmannschaft Hercynia Jenensis et Hallensis im CC zu Mainz ist eine farbentragende und pflichtschlagende Studentenverbindung. Die Landsmannschaft gehört dem Coburger Convent (CC) an.

## Couleur und Wahlspruch
Als Couleur hat die Landsmannschaft die Farben „Hellblau, Rosa, Silber, Schwarz und Weinrot“ gewählt. Die Farben werden nach Jenenser Tradition von unten nach oben gelesen. Sie sind eine Kombination der Farben der Landsmannschaft Hercynia Jena „Rosa, Weiß, Schwarz“ (von unten nach oben gelesen) und der Landsmannschaft Hercynia Halle „Hellblau, Silber, Weinrot“ (von oben nach unten gelesen).
Der Wahlspruch lautet: „Freundschaft und Ehre“.

## Geschichte
Die heutige Hercynia Jenensis et Hallensis zu Mainz entstand 1955 durch eine Fusion der Hercynia Jena und der Hercynia Halle.

### Geschichte Hercynia Jena

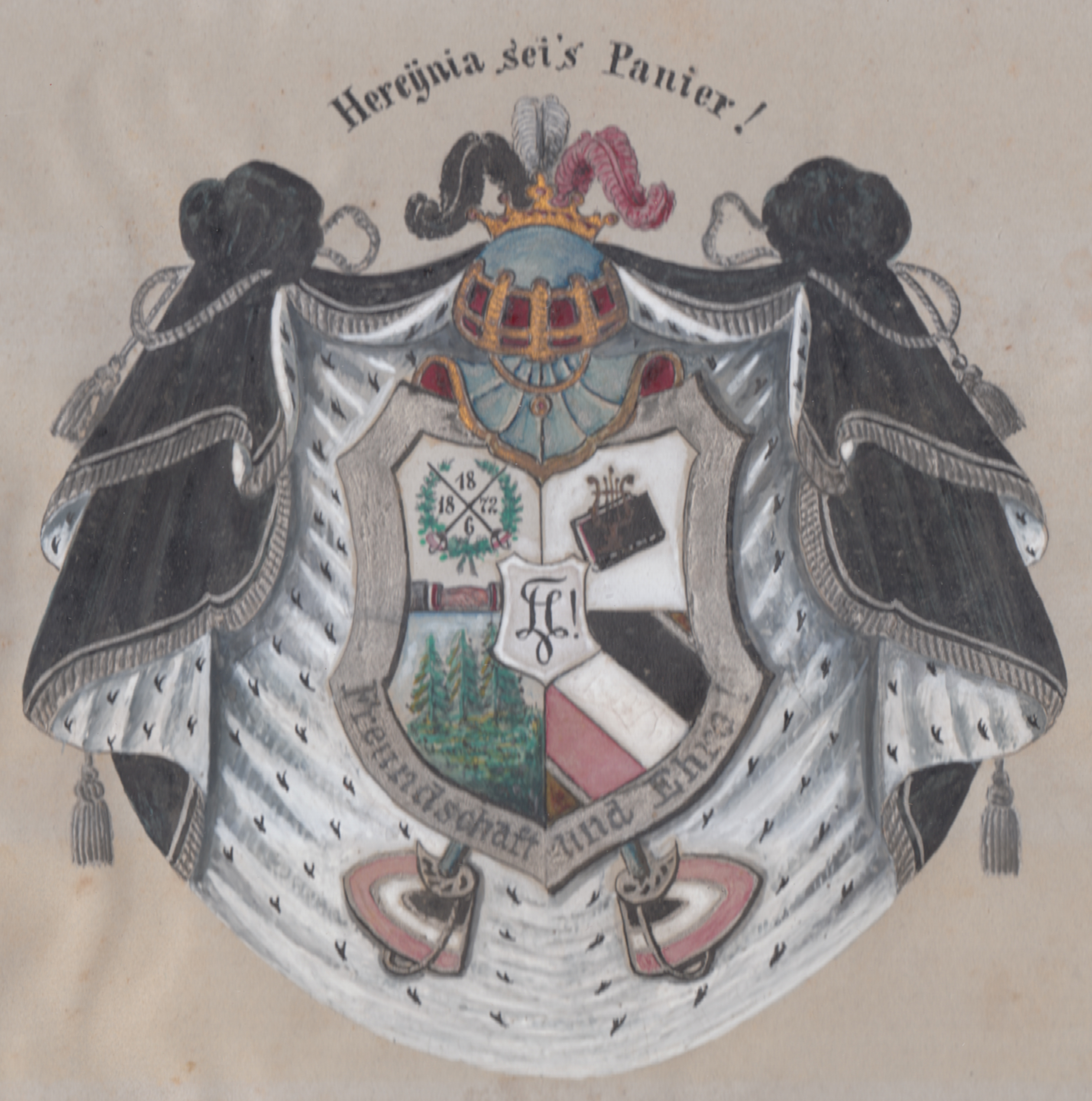
Wappen Hercynia Jena

Die Gründung erfolgte in Jena am 18. Juni 1872 als Stammtisch „Humanitas“. Ein Jahr später, 1873, wurde der Bund erneuert und bekam die Form einer Verbindung, welche den humanistischen Gedanken vertrat. Der Großteil der Mitglieder kam aus einfachen, bescheidenen Verhältnissen. Daher war auch die äußere Form der Humanitas, bewusst abweichend von den schon bestehenden Verbindungen, eher einfach und ohne allzu straffen Comment. Genugtuung zu geben blieb jedem einzelnen selbst überlassen.

Das Wappen zeigt in der Mitte den Zirkel, drei Fichten für den Thüringer Wald als Geburtsort, Lyra und Kommersbuch für den studentischen Gesang, Gründungsdatum, Holzkanne als Symbol für den Labestoff, das Lichtenhainer Bier, die ineinander gelegten Hände für die Freundschaft sowie die gekreuzten Schläger für die Satisfaktion. Dieses Wappen wurde 1883 leicht abgewandelt. Abgebildet ist das Wappen in der Form von 1883.

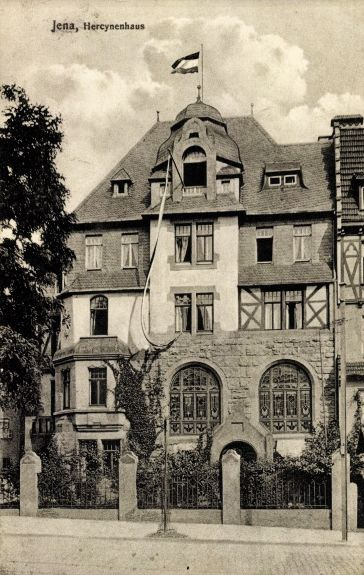
Jenenser Hercynenhaus

1878 wurde der Name der nun innerlich und äußerlich strafferen Humanitas in Landsmannschaft Hercynia geändert und ihr allgemeines Bild den übrigen Verbindungen angeglichen, der Paukboden wurde obligatorisch und die Farben in schwarz-weiß-schwarz umgewandelt.
Hercynia ist von dem Terminus des römischen Geschichtsschreibers Tacitus (um 58–120) für die Waldgebiete vom Alpenrand bis zum Harz als hercynia silva (deutsch „Herzynische Wälder“, lateinisch hercynia silva, griechisch Arkynia) abgeleitet. Mehrere Studentenverbindungen tragen diesen Namen.
1881 wurde die Satisfaktion für Hercynen Pflicht, 1882/1883 schafften sich Hercynia und Salia eigene Waffen an. 1883 wurde Hercynia zu einer farbentragenden, freischlagenden Verbindung mit den Farben rosa-weiß-schwarz (von unten gelesen, wie bei allen Jenenser Verbindungen typisch), die alten Farben schwarz-weiß-schwarz wurden die Fuxenfarben, auch wurde die rosa Mütze im Biedermeierformat eingeführt.
Seit 1888 bestand ein Freundschaftsverhältnis mit Hercynia Halle. 1890 schlossen sich Hercynias Alte Herren zu einem Altherren-Verband mit Sitz in Gotha zusammen. Von ihnen wurde der Wahlspruch „Freundschaft und Ehre“, die Bestimmungsmensur sowie die unbedingte Satisfaktion, der AC (Allgemeiner Convent) und der BC (Burschen-Convent) eingeführt und bestätigt.
Bis 1906 kam es zur Festigung und zum zahlenmäßigen Anstieg der Hercynia. So konnte 1906 ein eigenes Korporationshaus am Johannisplatz 30 errichtet und 1907 fertiggestellt werden, dass allerdings 1969 für den Bau des Uniturms abgerissen wurde.
Im Wintersemester 1927/1928 wurden 114 Mensuren auf Jenenser Hercynenfarben gefochten, fünfzehn davon waren Säbelpartien. Im Sommersemester 1928 erreichte Hercynia den höchsten Aktivenstand mit 21 Krassfüxen und 51 Mitgliedern; 1929 war auch das Freundschaftsverhältnis mit der Akademischen Landsmannschaft der Salzburger gegründet worden.
1933 brachte die bekannten Änderungen. Nach der am 31. März 1936 erfolgten Suspension der Aktivitas sowie der Auflösung des Dachverbandes der Deutschen Landsmannschaft (DL) musste sich Hercynia zur Kameradschaft umwandeln. Das Verbindungsleben wurde im Verborgenen so weit als möglich fortgeführt.

### Geschichte Hercynia Halle

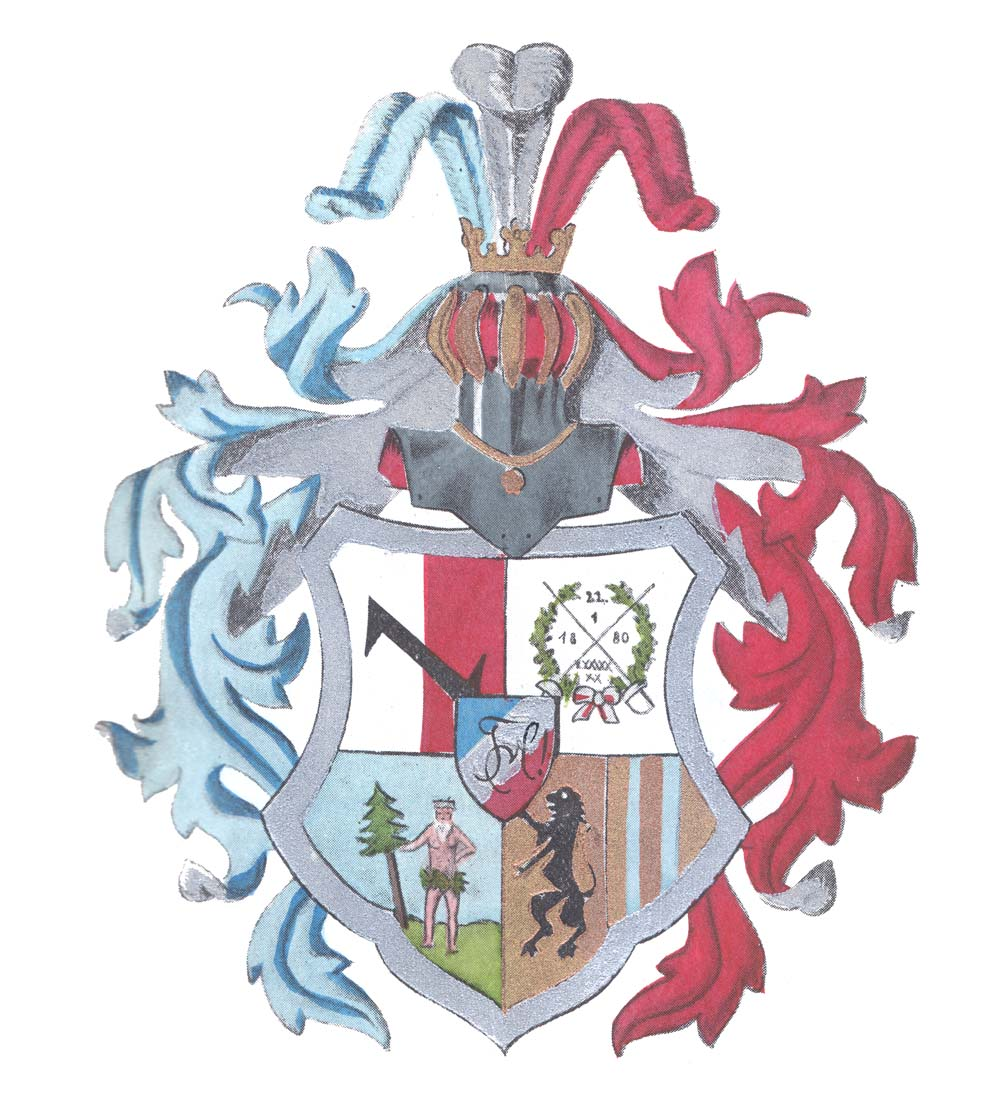
Wappen Hercynia Halle

Am 22. Januar 1880 gaben sich Studenten aus Halberstadt, welche sich vorher in Leipzig zu einem Halberstädter Abend getroffen hatten, eine feste Form und nannten sich „Halberstädter Verein“, welcher ab dem 19. Juli 1880 „Verbindung Halberstadtensia“ hieß. Diese führte die Farben blau-weiß-rot in Wappen und Bierzipfel und war 1881 Gründungsmitglied des Gothaer Ersten-Conventes, aus dem sie 1882 jedoch wieder austrat. Da der Nachwuchs aus Halberstadt den Bestand allein nicht sicherte, änderte sie im Sommersemester 1882 ihren Namen in Landsmannschaft Hercynia um. Hercynia wandelte die Farben in hellblau-silber-weinrot, der Wahlspruch wurde „Dem Freunde das Herz, dem Feinde das Erz!“ Die Mütze war hellblau und hatte das Biedermeierformat.

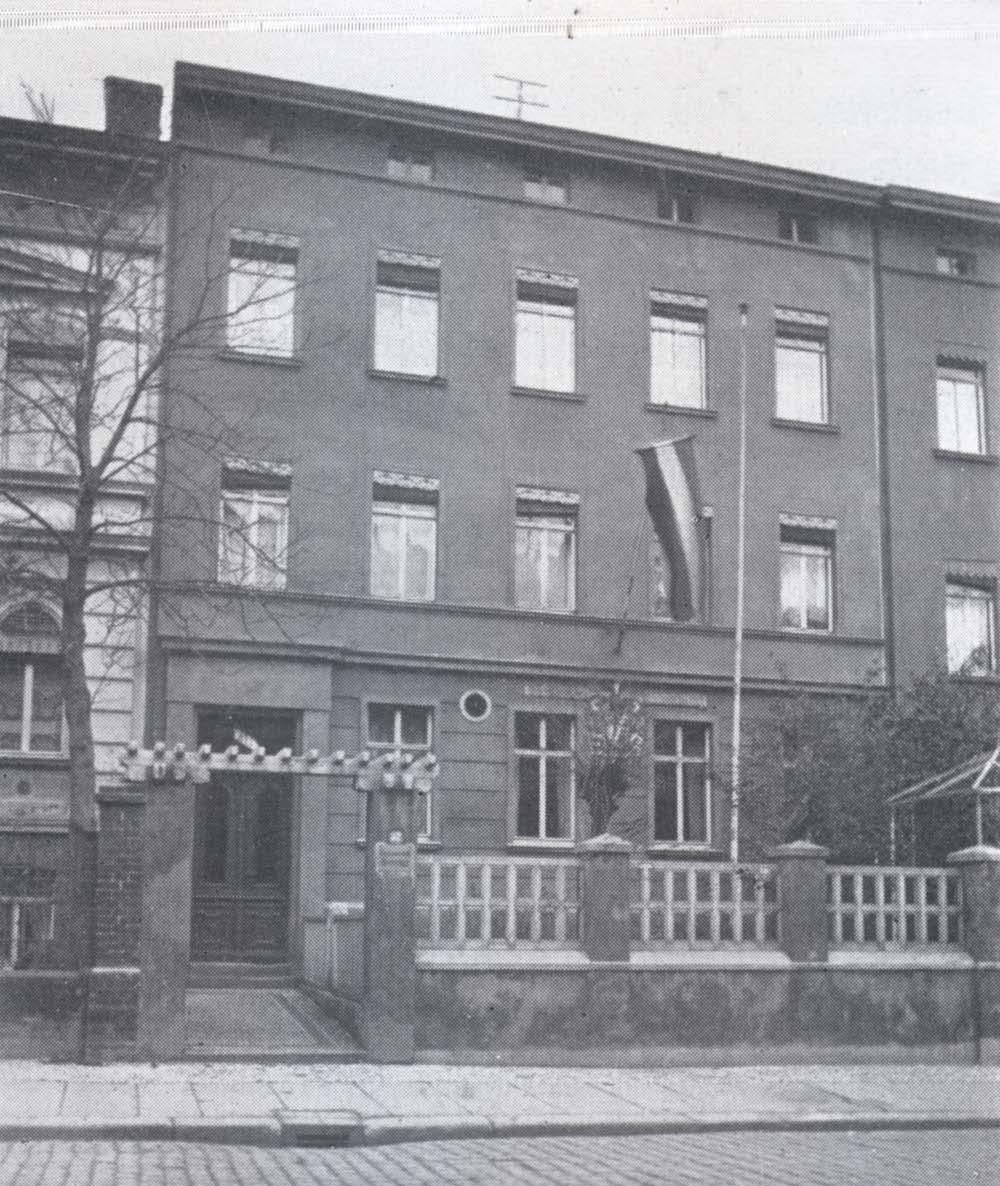
Hallenser Hercynenhaus

Das Wappen zeigte nun in der Mitte den Zirkel mit den Farben und in den vier Feldern Folgendes: Links oben den Kranz mit zwei gekreuzten Glockenschlägern, dem Gründungstag sowie die Gründungsmitglieder durch eine entsprechende Anzahl von Kreuzen. Rechts oben sieht man das Halberstädter Stadtwappen. Links unten das Leipziger Stadtwappen und rechts unten den Wilden Mann als Zeichen des Harzes. Ebenfalls angenommen wurde Bestimmungsmensur und unbedingte Satisfaktion.
Im März 1884 musste Hercynia ihren Sitz nach Halle verlegen, da durch einen Streitfall vor dem Universitätsrichter eine Vertagung verhängt und ein erneutes Aufmachen in Leipzig erschwert wurde. Am 10. März 1884 wurde Hercynia nach Halle verlegt. Im Wintersemester 1886/1887 wurde der hellblaue Seidenstürmer als Sommermütze eingeführt. Wegen Aktivenmangels musste Hercynia von 1894 bis 1902 suspendieren.
Um die Lebensfähigkeit zu stärken und die Rekonstituierung zu ermöglichen, übernahm sie am 10. Dezember 1902 die Freie Studentische Verbindung Armino-Marcomannia. Beides waren naturwissenschaftliche Verbindungen gewesen. 1910 kaufte Hercynia in der Wettiner Straße ein Haus an. 1922/23 wurde das Freundschaftsverhältnis mit Hercynia Jenensis gelöst. Die Entwicklung ab 1933 ist ähnlich der von Hercynia Jena.

### Rekonstitution und Verschmelzung zur L! Hercynia Jenensis et Hallensis

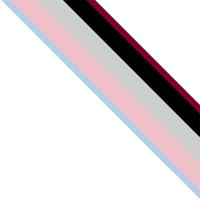
Die Farben des Bandes der Landsmannschaft Hercynia

Hercynia Jena und Hercynia Halle verloren durch den Zweiten Weltkrieg die angestammte Heimat. Der Zufall wollte es, dass einige Jenenser Bundesbrüder in Mainz-Bischofsheim ihren Wohnsitz fanden, so dass dort am 26. November 1949 ein Hercynentreffen stattfand.

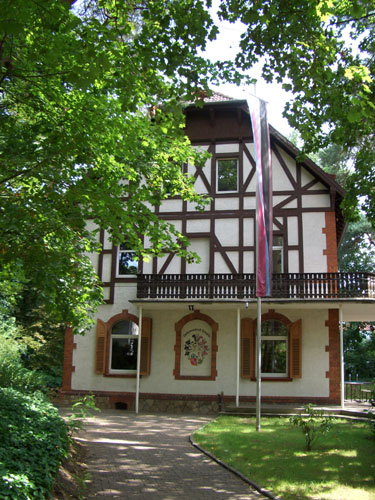
Mainzer Hercynenhaus

Am 17. September 1950 wurde der Altherrenverband rekonstituiert, und 1951 der Beschluss gefasst, die Aktivitas der Landsmannschaft in Mainz wieder aufzumachen. Am 30. April 1952 wurde Hercynia in Mainz rekonstituiert. Als Bleibe fungierte in der zu 90 % zerstörten Stadt die Gastwirtschaft und Fleischerei „Vonderheit“ in Mainz-Bretzenheim. Schon im selben Semester wurde Pauk- und Mensurwichs angeschafft und festgelegt, dass nur Aktive, die gefochten haben, rezipiert werden können.
Im Sommersemester 1953 wurde Kontakte zu den Alten Herren der Hercynia Hallensis geknüpft, über alles Trennende der 30er Jahre hinweg ein Gedenk des vorher bestehenden Freundschaftsverhältnisses. 1954 wurde eine Arbeitsgemeinschaft gegründet. Am 1. August 1955, dem 75. Stiftungsfest der Hercynia Halle, kam es zur Verschmelzung beider Hercynia zur Hercynia Jenensis et Hallensis zu Mainz, mit der rosa Mütze für alle. 1960 wurde dann die Verschmelzung der Farben beschlossen in hellblau-rosa-silber-schwarz-weinrot als Burschenband und rosa-hellblau als Fuxenfarben (jeweils von unten nach oben gelesen).
Die Mütze blieb die rosafarbene Biedermeiermütze mit rosa-silber-schwarzem Band, der Zirkel war der alte Jenenser Hercynenzirkel, das Wappen wurde neu entworfen.
Der Wappenschild ist gevierteilt und mit einem Herzschild belegt, welcher Farben und Zirkel zeigt. Das rechte obere Feld zeigt drei grüne Tannen als Zeichen für den Thüringer und Harzer Wald. Die drei restlichen Felder weisen auf die alte und neue Heimat und Universität hin: oben links Mond/Lore und Sterne/Salzkristalle für Halle (von Halit = Steinsalz), unten links Georg und der Drache für Jena und unten rechts das silberne Doppelrad auf rotem Grund für Mainz.
In der Helmzier und der Helmdecke werden die Farben rosa-silber-schwarz von links nach rechts gezeigt. Als Wohnheim und Bundesheim hatte von 1953 bis 1957 die „Weinpumpe“ in der Gaustraße gedient. Im Laufe der Zeit wurde noch öfters gewechselt bis schließlich im Mai 1966 das heutige Haus in der Kapellenstraße 14 erworben werden konnte, 1967 wurde es am 95. Stiftungsfest eingeweiht. Das Jenenser Haus wurde 1969 gesprengt zum Bau des Zeiss-Turmes (heute Jentower). Das Hallenser Haus steht noch, wenn auch in einem schlechten Zustand. Bis heute werden Jenenser und Hallenser Traditionen gepflegt.

## Das Notgeld der Landsmannschaft Hercynia Jena

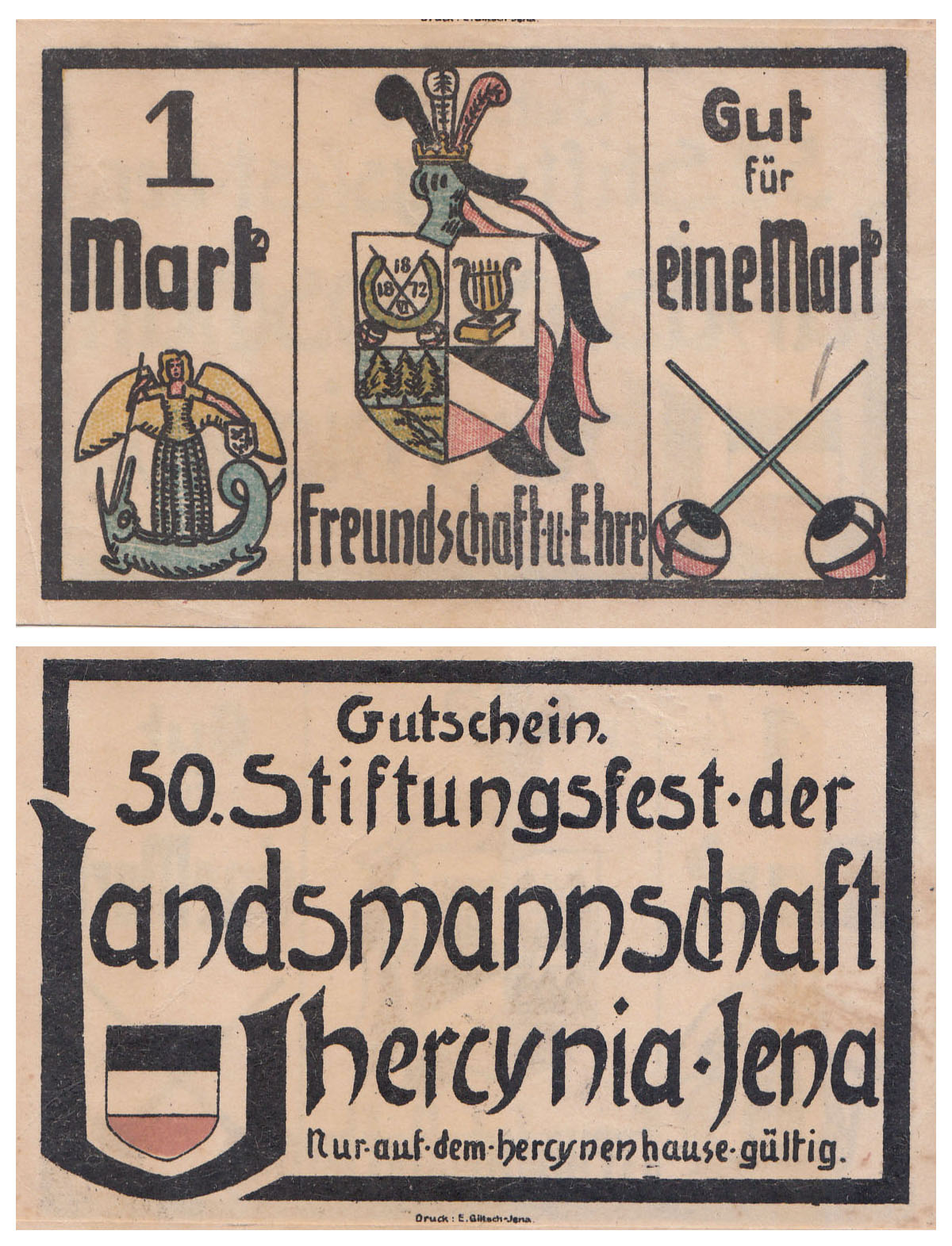
Notgeld der Landsmannschaft Hercynia Jena

Es ist durchaus üblich bei Studentenverbindungen bei großen Veranstaltungen mit Biermarken, Gutscheinen etc. gezahlt wird. Die Landsmannschaft Hercynia Jena war die einzige bekannte Studentenverbindung, die zu ihrem 50. Stiftungsfest 1922 dafür ein Notgeld herausgegeben hat, das auch nach dem Stiftungsfest seine Gültigkeit behalten hat. Es gab Scheine im Wert 1, 3, 5 und 10 Mark. Das Notgeld der Landsmannschaft gehört heute zu den seltensten Geldscheinen.

## Bekannte Mitglieder
- Hermann Schulze-Delitzsch[10]  (1808–1883), deutscher Sozialreformer, Jurist und Politiker, wurde im hohen Alter bei der Verbindung Halberstadtensia, aus der später die Landsmannschaft Hercynia Halle wurde, aufgenommen.
- Walter Bauer[10][11] (1893–1968), als Chemiker der Acrylatchemie gilt er als Erfinder des Plexiglases. Er war Leiter des Forschungslabors der Firma Röhm und Haas in Darmstadt, wird als (Mit-)Erfinder an über 90 Patenten genannt und erhielt 1962 die Rudolf-Diesel-Medaille in Gold für seine Leistungen.
- Eberhard Ehlers (* 1943), Chemiker, Autor mehrerer Kurzlehrbücher für Qualitative und Quantitative Analytik sowie Anorganische und Organische Chemie[12]
- Walter Reppe[10][13][14]  (1892–1969), Nobelpreis-nominierter Chemiker und Vertreter der modernen Verfahrenstechnik, der die Acetylen-Chemie wesentlich entwickelt hat.
- Rudolph Angermüller (1940–2021), deutscher Musikwissenschaftler, der sich insbesondere um Mozart große Verdienste erwarb.
- Christian Stoll (* 15. Juli 1960) ist ein deutscher Journalist, Stadionsprecher und Sportorganisator. Seit 1996 ist er Stadionsprecher von Werder Bremen im Weserstadion. Von 2006 bis 2016 war er zudem offizieller Stadionsprecher des DFB.